# Саошьянт
Саошьянт (авест. 𐬯𐬀𐬊𐬳𐬌𐬌𐬀𐬧𐬝 saoš́iiaṇt̰, согд. ’swšwy’nt; также Саошиант, Сосиош, авест., причастие будущего времени от глагола «спасать») — эсхатологический спаситель в зороастризме, который придет на Землю для окончательной победы добра над злом.
В иранской традиции устойчиво представление об нескольких Саошьянтах, которым предначертано в конце веков вершить страшный суд, истребить носителей зла, воскресить праведников и ради их бессмертия закончить мировую историю последней искупительной жертвой быка Хатайоша, с использованием жира которого и белого хома будет изготовлен напиток бессмертия, который дадут всем людям.
В результате битвы с силами Аримана, все силы зла будут разбиты, ад будет разрушен, все мёртвые — праведники и грешники, воскреснут для последнего суда в виде испытания огнём (огненной ордалии). Воскресшие пройдут через поток расплавленного металла, в котором сгорят остатки зла и несовершенства. Праведным испытание покажется купанием в парном молоке, а нечестивые сгорят. После последнего суда мир навечно вернётся к своему изначальному совершенству.
Авестийский «Фарвардин-яшт» разъясняет: «(он называется) Саошьянт потому, что ему предстоит воскресить весь телесный мир». Если в зороастрийской священной истории Гайомарт выступал предтечей и прообразом её центрального действующего лица, Заратуштры, то Саошьянт является преемником и завершителем миссии пророка. Согласно пехлевийскому сочинению «Датастан-и-Деник», «трое суть наилучших тех, что пребывают в начале, середине и конце творения».
Последователи Зороастра верили, что Саошьянт родится от семени пророка, чудесным образом сохраняющегося в глубине вод одного озера (отождествляемого с озером Кансаойа, то есть с озером Хамун на юго-востоке Ирана). Когда приблизится конец времен, в нём искупается девушка и зачнёт от пророка. В эпоху Ахеменидов, вера в спасителя мира — Саошьянта развилась в ожидании трёх спасителей, каждый из которых будет рождён девственницей от семени пророка. Такое уточнение кажется связанным с вновь разработанной схемой мировой истории, согласно которой «ограниченное время» (то есть три периода — Творение, Смешение и Разделение) рассматривалось как огромный «мировой год», разделённый на отрезки в тысячу лет каждый.
Первый спаситель по имени Ухшьят-Эрэта («Растящий праведность») обновит проповедь Заратуштры. Затем история повторится, и его брат по имени Ухшьят-Нэма («Растящий почитание») появится в 5000 году. Наконец, к концу последнего тысячелетия появится величайший из Саошьянтов, сам Астват-Эрэта, который возвестит Фрашо-керети.
Астват-Эрэта (букв. «воплотивший истину») — так зовут последнего из трёх грядущих спасителей, явление которого предсказывается в конце «Гимна Хварно». Известно, что в будущей битве сил истины и лжи саошьянт Астват-Эрэта будет носить оружие Траэтаоны, которым тот убил Змея.

## Аналоги в других религиях
- Майтрея
- Масих
- Машиах
- Калки